# میدان دیزنگوف

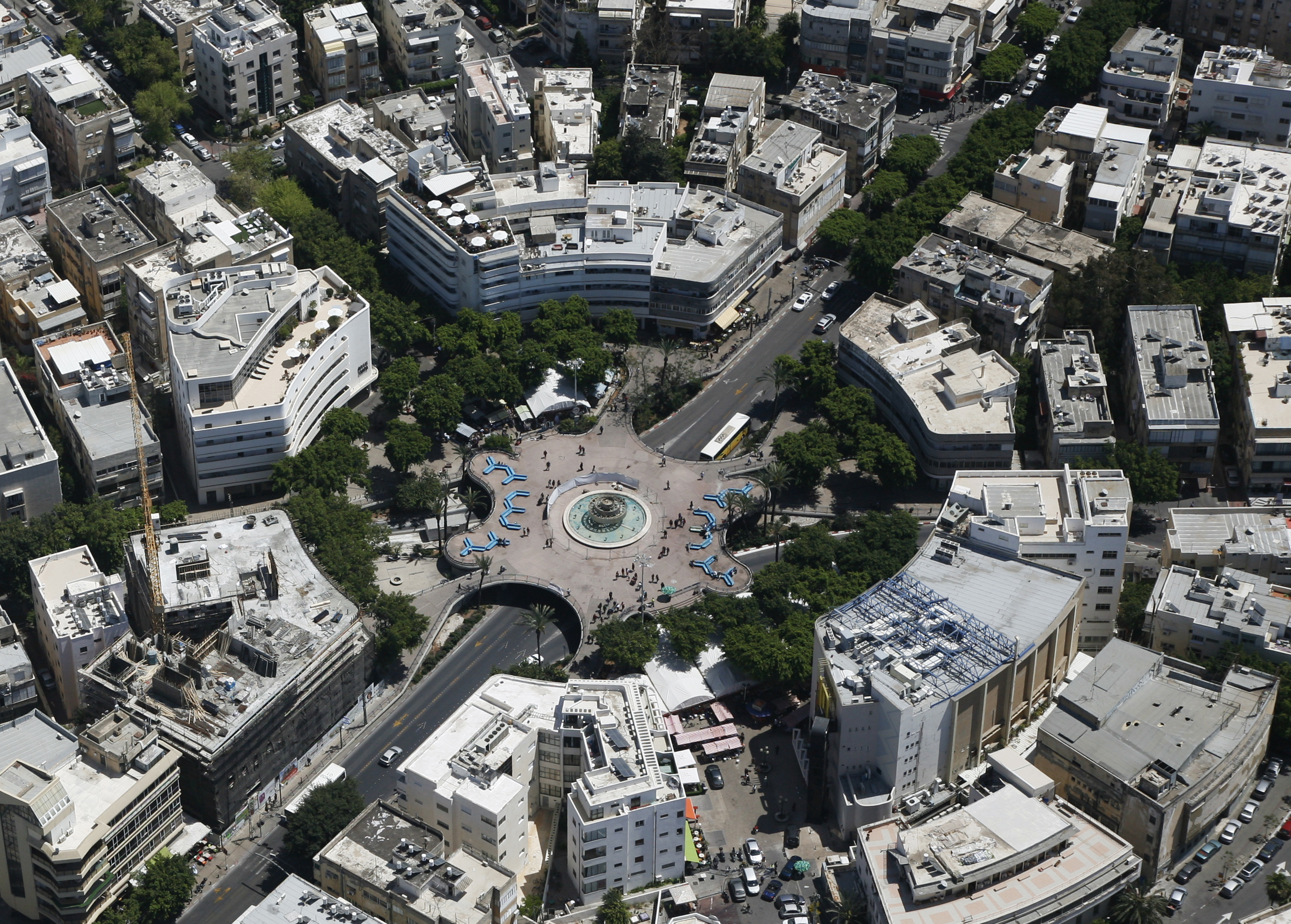
نمایی هوایی از میدان دیزنگوف

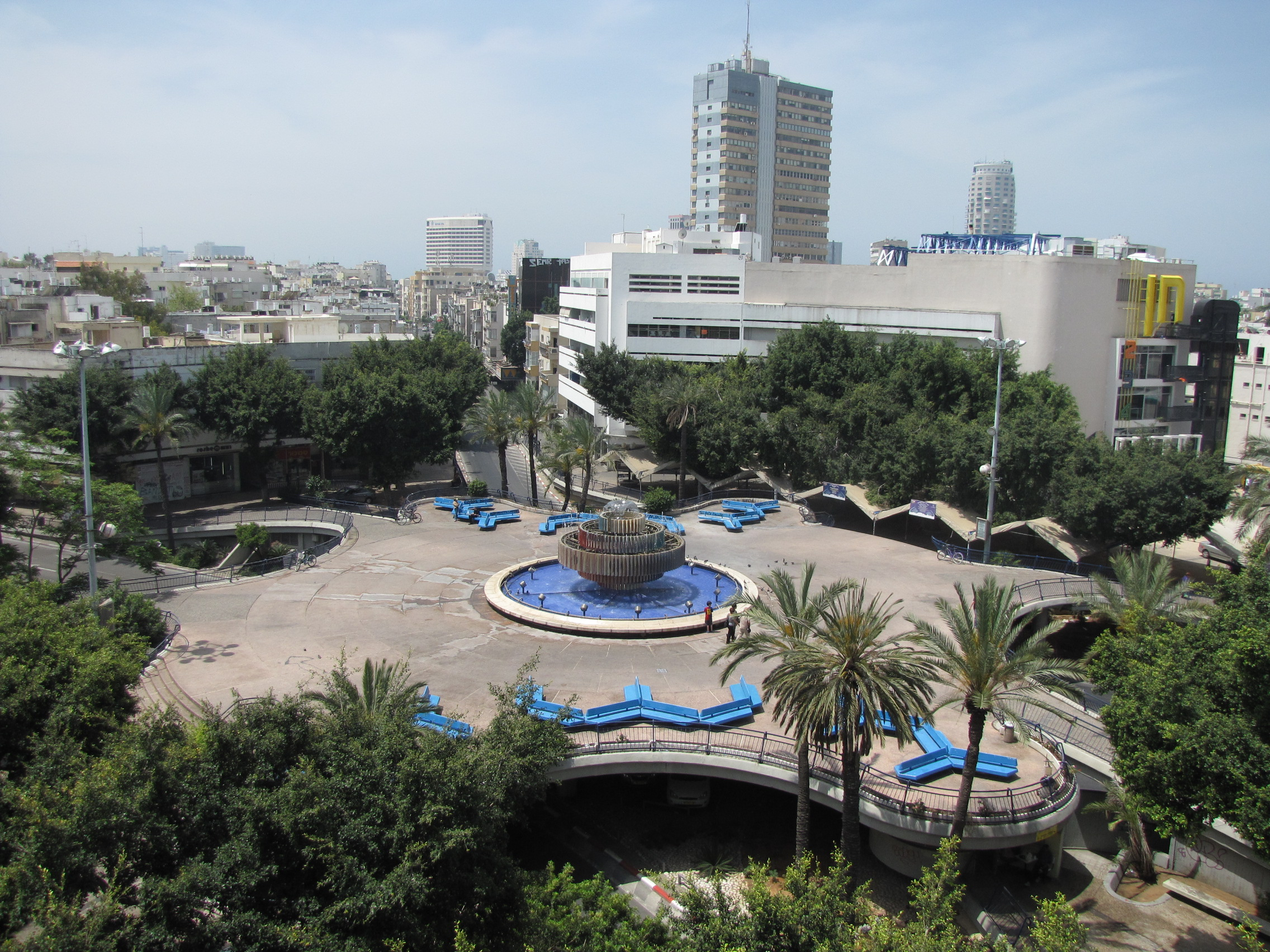
نمایی از آب‌نمای آب و آتش، در مرکز میدان میدان تصینا - دیزنگوف

میدان دیزنگوف (به عبری: כיכר צינה דיזנגוף) از میدان‌های مهم شهر تل‌آویو است. این میدان به یاد مئیر دیزنگوف، نخستین شهردار تل‌آویو نام‌گذاری شده‌است. ساخت میدان دیزنگوف در سال ۱۹۳۴ آغاز شد و در سال ۱۹۳۸ به بهرده‌برداری رسید. پاتریک گدس، برنامه‌ریز شهری و جنیا آورباخ، طراحی میدان را برعهده داشتند.
آب‌نمای آب و آتش  در وسط میدان دیزنگوف، توسط یاکو آگام طراحی  شده‌است.
سینما استر از نخستین و نوستالژیک‌ترین سینماهای تل‌آویو در حاشیهٔ دور میدان دیزنگوف واقع شده است.